# ويل كين (ممثل)
ويليام والتر موريس كين (من مواليد 4 مارس 1970)  هو ممثل إنجليزي. عمل في المسرح والتلفزيون في كل من بريطانيا وإسبانيا. كان سابقًا أحد أمناء جائزة James Menzies Kitchin - وهي جائزة تم إعدادها لمخرجي المسرح الشباب تخليداً لذكرى المخرج الذي تعاون معه كين في بداية حياته المهنية.
وُلد كين في أكسفورد، وهو ابن تشارلز ويليام لايل كين والسيدة بريسيلا ماري روز كرزون، ابنة إدوارد كورزون. شقيقته الشاعرة أليس أوزوالد والكاتبة لورا بيتي. درس في كلية إيتون وحصل على درجة أولى في الأدب الإنجليزي من جامعة أكسفورد. وهو متزوج من الممثلة والمخرجة المسرحية والكاتبة ماريا فرنانديز آشي وأنجب منها ابنته دافني كين، وهي أيضًا ممثلة.